# Fenoximetilpenicilină
Fenoximetilpenicilina, cunoscută și sub denumirea de penicilină V, este un antibiotic din clasa penicilinelor utilizat în tratamentul unor infecții bacteriene. Printre acestea se numără: faringita streptococică, otita, celulita și alte infecțiile cutanate și infecțiile respiratorii. Calea de administrare disponibilă este orală.
Se află pe lista medicamentelor esențiale ale Organizației Mondiale a Sănătății.